# Давилка 2: Компьютерный убийца
«Давилка 2: Компьютерный убийца» (англ. The Mangler 2) — канадский фильм ужасов 2001 года, выпущенный сразу на DVD, без предварительного показа в кинотеатрах. С лентой 1995 года «Давилка» картину связывает только название и жанровая принадлежность.

## Сюжет
Действие происходит в элитной школе RCC, где проводится бета-тестирование новейшей компьютерной охранной системы. Кто-то из учеников выложил в интернет смешное видео о мистере Брэдине, директоре школы, и тот угрожает отменить выпускной вечер, если не узнает, кто это сделал. Все ученики уезжают на экскурсию, а подозреваемые оставлены в школе. Одна из них, Джоанн «Джо» Ньютон, чтобы насолить директору, скачивает в компьютерную охранную сеть школы вирус «Давилка 2.0». Пока Джо с друзьями резвится в школьном бассейне, начинается активация вируса. Самообучающийся вирус быстро берёт под контроль все электронные приборы внутри школы и вокруг неё, и принимается уничтожать людей в школе. 
Тем временем Джо рассказывает друзьям о своей проделке. Чтобы никто ничего не заподозрил, она собирается замаскировать программу, чтобы казалось, что её прислали извне. Но это можно сделать только в кабинете директора, и вся компания направляется туда. 
В конце концов вирус напрямую подчиняет себе Брэдина, вживив в него свои провода и превратив его в свой придаток.
В финале ленты Джо удаётся победить компьютер, но позднее она получает смс «Вас давят», что даёт зрителю понять: вирус до конца не уничтожен.

## В ролях
- Лэнс Хенриксен — мистер Брэдин, директор школы
- Челси Суэйн[англ.] — Джоанн «Джо» Ньютон, ученица
- Филипп Бергерон[fr] — мистер Лекур, шеф-повар
- Даниэлла Евангелиста — Эмили Стоун, ученица
- Майлс Мидоус[англ.] — Кори Бэнкс, ученик
- Уилл Сандерсон — Дэн Чанна, ученик
- Декстер Белл[англ.] — Уилл Уэлш, ученик
- Джефф Дюшетт[англ.] — Боб, дворник
- Гарвин Кросс[англ.] — мистер Весси, учитель
- Дэвид Кристенсен[англ.] — Пол Коуди, телохранитель Джо
- Кен Кэмрукс[англ.] — мистер Ньютон, отец Джо, главный спонсор школы

## Факты
- Первый фильм режиссёра Майкла Гамильтона-Райта, он же написал сценарий к ленте за 8 дней[1].
- В фильме погибает 8 человек[1].